# Luci Apusti (legat)
Luci Apusti (en llatí Lucius Apustius) va ser un militar romà. Formava part de la gens Apústia i era de la família dels Ful·ló.
Va ser legat del cònsol Publi Sulpici Servi Galba Màxim a Macedònia l'any 200 aC i va participar activament a la Segona Guerra Macedònica contra el rei Filip V. Més tard va ser llegat del cònsol Luci Corneli Escipió Asiàtic el Vell el 190 aC. Va morir aquest darrer any en un combat a Lícia.